# Арбузівка
Арбу́зівка (до 1948 року - Каранку́т Німе́цький, Немсе́ Карангу́т, крим. Nemse Qaranğut) — село в Джанкойському районі Автономної Республіки Крим. Розташоване на півдні району, входить до складу Яркополеннської сільської ради. Населення — 155 осіб за переписом 2001 року.

## Географія
Арбузівка — село у степовому Криму. Висота над рівнем моря — 24 м. Сусідні села: Ярке Поле (1 км на південь), Рисакове (2 км на північ). Відстань до райцентру — близько 7 кілометрів, там же найближча залізнична станція.
У селі бере початок річка Степова. 

## Історія
Німецьке лютеранське село було засноване на орендованих 5500 десятинах Байгончецької волості у 1882 році. Згідно з Пам'ятною книгою Таврійської губернії за 1889 рік за результатами ревізії 1887 року в селі Барин німецький було 44 двори і 208 жителів. Після земської реформи 1890 року Барин німецький був віднесений до Ак-Шейхської волості, але в Календарі і Пам'ятній книзі Таврійської губернії на 1892 рік Барин не значиться, але в статистичних довідниках кінця XIX століття поселення не фігурує.
За енциклопедичним словником «Німці в Росії» у 1905 році в Німецькому Карангуті мешкало 43 особи. У Статистичному довіднику Таврійської губернії за 1915 рік в Тотанайській волості Перекопського повіту значиться село Карангут з населенням 32 особи. У 1918 році — 57 мешканців.
За радянської влади, коли в результаті адміністративних реформ початку 1920-х років була скасована волосна система, село Карангут з населенням 77 осіб, з яких 52 німці, увійшло до Німецько-Джанкойської сільради Джанкойського району Кримської АСРР.
Після утворення у 1935 році Тельманського району село з населенням 123 мешканці включили до його складу.
Невдовзі після початку німецько-радянської війни, 18 серпня 1941 року кримські німці були депортовані, спочатку в Ставропольський край, а потім у Сибір і північний Казахстан. 18 травня 1948 року указом Президії Верховної Ради РРФСР Каранкут німецький був перейменований на село Арбузівка.
4 січня 1965 року указом Президії Верховної Ради УРСР «Про внесення змін в адміністративне районування УРСР — по Кримській області» село увійшло до Джанкойського району.